# WAT (album)
 (février 2018).
Pour les articles homonymes, voir WAT.
Albums de Laibach
The John Peel Sessions
(2002) Anthems
(2004)
WAT est un album du groupe de musique industrielle slovène Laibach, sorti le 8 septembre 2003. 

## Historique
Le précédent album studio de Laibach, Jesus Christ Superstars, datait de 1996. Sept années séparent donc ces deux disques, période que le groupe a mise au profit pour remastériser l'album éponyme Laibach et la rétrospective Rekapitulacija et éditer d'anciens concerts, comme ceux compilés sur MB December 1984. 
Avec WAT (« We Are Time »), le changement de style est radical, le groupe passant du metal industriel à des sonorités électroniques flirtant avec l'EBM. L'album est en partie produit par Umek, disc jockey et producteur né à Ljubljana, et Iztok Turk. Les textes oscillent entre l'anglais et l'allemand, portés par la voix toujours aussi caverneuse de Milan Fras et quelques chœurs très wagnériens, comme sur le titre d'introduction, « B Mashina ». Celui-ci est une reprise d'un morceau de l'album Nord de Siddharta, formation aussi originaire de Slovénie. 

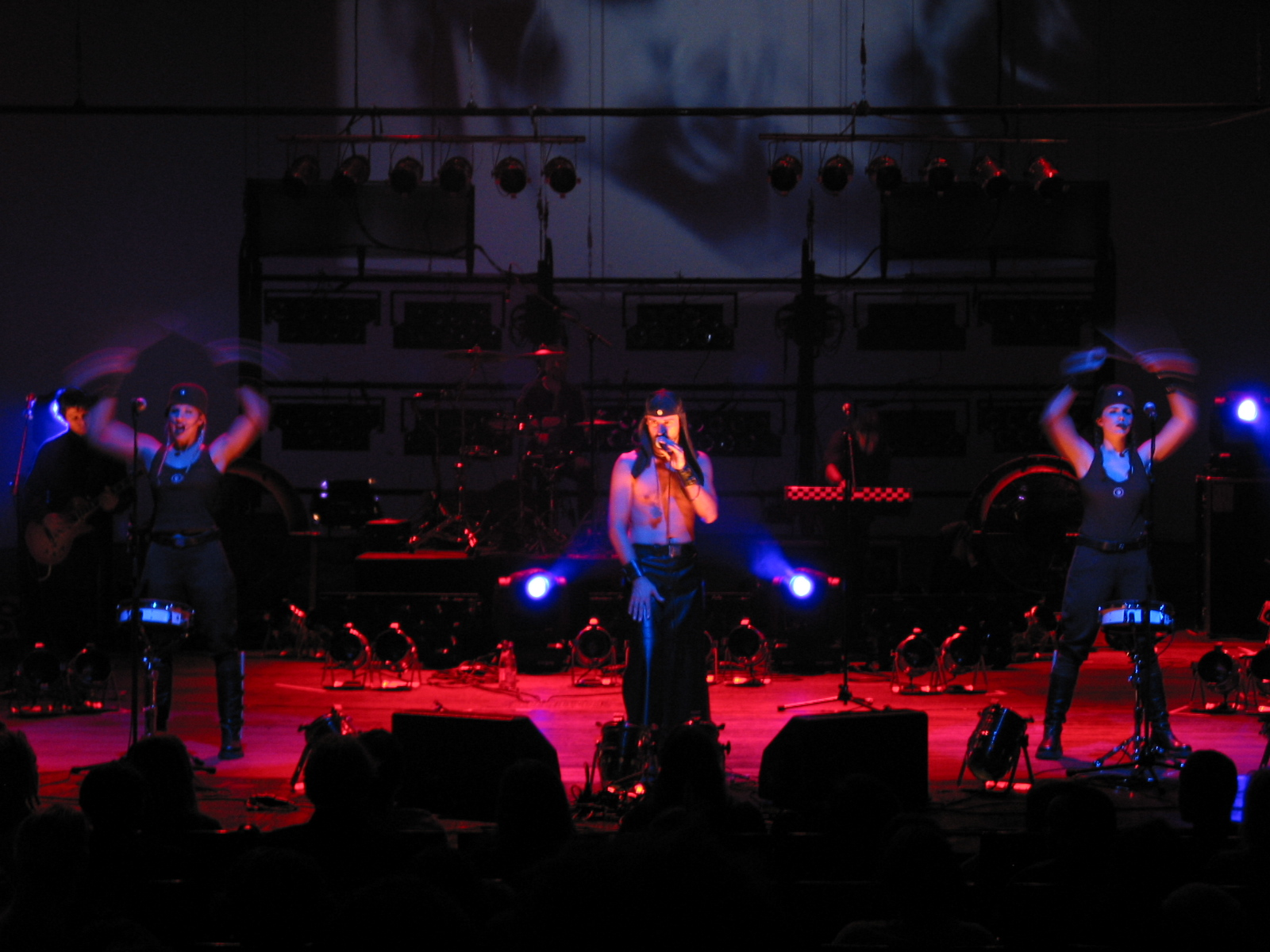
WAT-Tour (2003)

Deux singles sont publiés. Le premier, « Tanz Mit Laibach », est un hommage au groupe D.A.F. et sort le 25 août 2003. Il est suivi par « Das Spiel Ist Aus » le 20 septembre 2004. Ces deux titres sont illustrés par des vidéos réalisées par Sašo Podgoršek. La version CD comprend une plage multimédia proposant la vidéo de « Tanz Mit Laibach » en bonus. La version vinyle (2xLP) possède un titre supplémentaire, « Reject Or Breed ».
Lors de la tournée promotionnelle, sobrement appelée WAT-Tour, Milan Fras et Dejan Knez sont accompagnés sur scène par Matej Mrsnik à la guitare, Nikola Sekulovic à la basse et Roman Decman à la batterie. Nataša Regovec et Eva Breznikar, du groupe Make Up 2, sont aussi présentes aux chœurs et aux percussions.

## Liste des titres

### Version CD
| No  | Titre             | Auteur                                        | Durée |
| --- | ----------------- | --------------------------------------------- | ----- |
| 1.  | B Mashina         | Tomi Meglič                                   | 3:50  |
| 2.  | Tanz Mit Laibach  | Laibach, Iztok Turk, Umek                     | 4:17  |
| 3.  | Du Bist Unser     | Laibach, Peter Mlakar, Umek                   | 5:37  |
| 4.  | Achtung!          | Laibach, Iztok Turk, Peter Mlakar             | 4:06  |
| 5.  | Ende              | Laibach, Iztok Turk, Umek                     | 3:45  |
| 6.  | Now You Will Pay  | Laibach, Iztok Turk                           | 6:06  |
| 7.  | Hell:Symmetry     | Laibach, Iztok Turk                           | 5:02  |
| 8.  | Das Spiel Ist Aus | Laibach, Iztok Turk                           | 4:20  |
| 9.  | Satanic Versus    | Laibach, Umek                                 | 4:51  |
| 10. | The Great Divide  | Laibach, Iztok Turk                           | 5:09  |
| 11. | WAT               | Laibach, Iztok Turk, Slavko Avsenik Jr., Umek | 5:24  |
| 12. | Anti-Semitism     | Laibach, Temponauta                           | 5:36  |

### Version 2xLP
| No  | Titre            | Auteur                      | Durée |
| --- | ---------------- | --------------------------- | ----- |
| A1. | B Mashina        | Tomi Meglič                 | 3:49  |
| A2. | Tanz Mit Laibach | Laibach, Iztok Turk, Umek   | 4:17  |
| A3. | Du Bist Unser    | Laibach, Peter Mlakar, Umek | 5:36  |

| No  | Titre           | Auteur                            | Durée |
| --- | --------------- | --------------------------------- | ----- |
| B1. | Achtung!        | Laibach, Iztok Turk, Peter Mlakar | 4:06  |
| B2. | Ende            | Laibach, Iztok Turk, Umek         | 3:45  |
| B3. | Reject Or Breed | Laibach, Iztok Turk               | 4:07  |
| B4. | Satanic Versus  | Laibach, Umek                     | 4:52  |

| No  | Titre             | Auteur              | Durée |
| --- | ----------------- | ------------------- | ----- |
| C1. | Now You Will Pay  | Laibach, Iztok Turk | 6:06  |
| C2. | Hell:Symmetry     | Laibach, Iztok Turk | 5:02  |
| C3. | Das Spiel Ist Aus | Laibach, Iztok Turk | 4:20  |

| No  | Titre            | Auteur                                        | Durée |
| --- | ---------------- | --------------------------------------------- | ----- |
| D1. | The Great Divide | Laibach, Iztok Turk                           | 5:09  |
| D2. | WAT              | Laibach, Iztok Turk, Slavko Avsenik Jr., Umek | 5:24  |
| D3. | Anti-Semitism    | Laibach, Temponauta                           | 5:36  |

## Crédits
| Les personnes suivantes ont participé à l'élaboration de WAT: - Laibach - production (titres 1 à 11), mixage (1 à 11) - Iztok Turk - production (1 à 11) - Umek - co-production (1 à 11), mixage (1 à 11) - Slavko Avsenik Jr. - chœurs et arrangements - Nilesh Patel - mastering - Laibach Kunst - design, conception artistique - Martin Bricelj - conception graphique - Ksenia Leban - voix (anglais) - Lex Monroe - voix (anglais) - Nick Hobbs - voix (anglais) - Alenka Kranic - voix (allemand) - Smilja Legradić - voix (allemand) |

## Versions
| Type | Label                      | Référence          | Année | Pays                |
| ---- | -------------------------- | ------------------ | ----- | ------------------- |
| LP   | Mute Records               | STUMM 223          | 2003  | Europe              |
| CD   | Mute Records               | CDSTUMM 223        | 2003  | Royaume-Uni, Europe |
| CD   | Mute Records               | 9222-2 MUTE 9222-2 | 2003  | USA                 |
| K7   | Mute Records, Gala Records | 7243 5 84418 4     | 2003  | Russie              |